# Мещеряков, Алексей Николаевич
Алексей Николаевич Мещеряков (12 августа 1961, город Озёры, Московская область — 26 сентября 2024, Ступино, Московская область) — российский писатель, член Союза писателей России; поэт, прозаик, публицист. Председатель правления Красноярского регионального отделения Союза писателей России; член Правления Союза писателей России.

## Биография
Окончил Ленинградский торговый институт (1986) — инженер-технолог. С 1991 года начал работать на телевидении: телеведущий, сценарист и помощник режиссёра Юрия Ивановича Мячина.
Алексей Мещеряков написал сотни сценариев к телепрограммам и телевизионным фильмам. Еженедельно с 1991 по 2007 год на разных телеканалах выходили его авторские телепрограммы: «Теза газеТ», «Встречный вопрос», «Выбираем вместе с Алексеем Мещеряковым». Основоположник телевизионных (в России) и газетных обзоров — в Красноярском крае: «Пёстрая лента», «Теза газеТ», «Телекухня», «Азбука Алексея Мещерякова».
С 1991 года — литературный консультант «Красноярской газеты» и других газет.
С 1999 года Алексей Мещеряков — член Союза писателей России. В 2006 году в московской серии «Созвездие России» вышла биографическая книжка «Русский свет» — «Штрихи к портрету Алексея Мещерякова». В 2007 году А. Н. Мещеряков единодушно избран председателем правления Красноярского регионального отделения Союза писателей России. В 2012 году писатели Красноярья вновь единогласно избрали Мещерякова А. Н. председателем правления КРО СП России.
С 2000 года главный редактор общественно-политических и литературных газет «Любимый город», «Енисейская газета». Алексей Мещеряков принимал участие во Всемирных Русских Народных Соборах. Участвовал в Церковно-общественном форуме «Православная Русь» (Москва, ЦВЗ «Манеж»).
На Международной научно-практической конференции «Итоги десятилетия: язык — литература — общество», организованной СП России, МГУ, Литературным институтом, другими вузами РФ, ближнего и дальнего зарубежья, выступал с докладом «Литература для детей: прошлое — настоящее — будущее».
Принимал участие в церемонии награждения победителей I Славянского литературного форума «Золотой Витязь» (Дом Русского Зарубежья имени Александра Солженицына).
Секретарь правления Союза писателей России. Действительный член Российской академии литературы. Состоит в издательско-редакционном совете книжной серии «Сибирская библиотека», в редакционном совете альманаха «Енисей», в редакционном совете журнала «Наш Енисей».
Умер 26 сентября 2024 года в городе Ступино Московской области, в возрасте 63 лет.

## Творчество
Изданы книги стихов: «Рисунки на ветру» (1998), «Русский» (1999), «Русский 2» (2000), «Янтарная комната» (2005), «Искренность» (2006).
Книги прозы: «Время Виктора Караулова» (2001), «Пиар Виктора Караулова» (2002), «Девки для Президента» (2005, первое издание), «Девки для Президента» (2006, второе издание), «Данилка-волшебник и его родичи» (2010), «Олигархи не тонут» (2011), «Моряк с бака бряк» (2011), «Данилка и его родичи. Нашествие волшебников» (2012, в двух книгах).
Публицистика (избранные статьи, эссе, интервью с 1991 по 2009): «Парк юрчикова периода — 1», «Парк юрчикова периода — 2», «Парк юрчикова периода — 3» (2007, 2008, 2009). «Забавы с Юрчиком» (2010).
В 2006 году в московской серии «Созвездие России» вышла биографическая книжка «Русский свет» — «Штрихи к портрету Алексея Мещерякова».

## Награды и премии
В мае 2006 года на Московском фестивале региональной журналистики получил диплом в номинации «Лучший из Лучших» — «За смелость суждений. За силу таланта. За профессиональное мастерство. За яркую индивидуальность».
За книги красноярских писателей, членов СП России, переданные Председателю Правительства Российской Федерации В. В. Путину, получил Благодарственное письмо от Правительства Российской Федерации.
В декабре 2008 года Союз писателей России с 50-летним Юбилеем поздравил Президент Российской Федерации Д. А. Медведев.
Советом секретарей Союза писателей России А. Н. Мещеряков награждён Почётной грамотой — «За активную творческую и организаторскую работу и в связи с 50-летием со дня рождения».
А. Н. Мещеряков — дипломант международного конкурса детской и юношеской литературы им. А. Н. Толстого. Дипломант всероссийского литературного конкурса «Мастер».
Победитель конкурса лучших творческих работников Красноярского края.
«За личный вклад в сохранение и развитие культуры» Мещеряков А. Н. получил Сертификат от Губернатора Красноярского края Кузнецова Л. В., от Правительства Красноярского края и Министерства культуры Красноярского края.
Лауреат всероссийского литературного конкурса им. П. П. Ершова — за книгу прозы для детей и подростков «Данилка-волшебник и его родичи».
А. Н. Мещеряков получал Благодарственные письма:
- От Министерства культуры Красноярского края — «За многолетнюю творческую деятельность и высокий художественный уровень произведений»;
- От Законодательного Собрания Красноярского края — «За высокий профессионализм и многолетний плодотворный труд»;
- От Губернатора Красноярского края — «За многолетний плодотворный труд, большой личный вклад в развитие культуры в Красноярском крае».

Награждён Почётной грамотой Министерства культуры — «За многолетний плодотворный труд и личный вклад в развитие культуры Красноярского края».
Награждён Почётной грамотой Законодательного собрания Красноярского края. За личный вклад в сохранение и развитие культуры Красноярского края получил Наградной знак Законодательного Собрания Красноярского края.